# Bon Jovi (албум)
Bon Jovi е първият албум на рок групата Бон Джоуви, издаден през 1984 г. Албумът включва девет песни. Runway достига 39- място в класацията Billboard Hot 100 през 1984 г. и 43-то място в класацията за албуми Билборд 200.
Това е единственият албум на Бон Джоуви, който включва песен (She Don't Know Me), в написването на която не участва никой от членовете на групата.

## Списък на песните
1. Runaway (Джон Бон Джоуви, Джордж Карак) – 3:50
2. Roulette (Джон Бон Джоуви, Ричи Самбора) – 4:41
3. She Don't Know Me (Марк Авсек) – 4:02
4. Shot Through the Heart (Джон Бон Джоуви, Джак Понти) – 4:25
5. Love Lies (Джон Бон Джоуви, Дейвид Брайън) – 4:09
6. Brakeout (Джон Бон Джоуви, Дейвид Брайън) – 5:23
7. Burning for Love (Джон Бон Джоуви, Ричи Самбора) – 3:53
8. Come Back (Джон Бон Джоуви, Ричи Самбора) – 3:58
9. Get Ready (Джон Бон Джоуви, Ричи Самбора) – 4:08

## Музиканти

### Бон Джоуви
- Джон Бон Джоуви – вокал, китара
- Ричи Самбора – китара, беквокали
- Алек Джон Съч – бас китара, беквокали
- Дейвид Брайън – кийборд, беквокали
- Тико Торес – барабани

### Други
- Рой Битън – кийборд
- Чък Бърджи
- Дъг Катсарос
- Франки Ла Рока – барабани
- Хю Макдоналд – бас
- Алдо Нова
- Тим Пиърс – китара
- Мик Сийли – беквокали

## Сертификация
| Класация           | Сертификация | Продажби  |
| ------------------ | ------------ | --------- |
| САЩ                | 2х Платинен  | 2 000 000 |
| Швейцария          | Платинен     | 50 000    |
| Канада             | Златен       | 50 000    |
| Обединено Кралство | Сребърен     | 60 000    |